# Enceinte de Maubeuge
L'enceinte de Maubeuge est un ancien ensemble de fortifications qui protégeait la ville de Maubeuge entre le Moyen Âge et le XXe siècle.

## Le Moyen Âge
Un château comtal est signalé dès la première partie du XIIe siècle. Le comte Bauduin fait entreprendre la construction d'une première enceinte en 1167. Une seconde muraille est construite au milieu du XIVe siècle : elle est dotée de six portes et de 22 tours. Elle contient une surface deux fois plus grande que celle construite par Vauban au XVIIe siècle.
Élément le plus ancien de fortification, le château comtal est incendié en 1396 et n'est pas reconstruit, car la ville et le comte estiment la seconde enceinte suffisante pour défendre le site.
Maubeuge est également dotée d'une autre enceinte, celle du Chapitre Sainte-Aldegonde.

## Vauban à Maubeuge

### Contexte

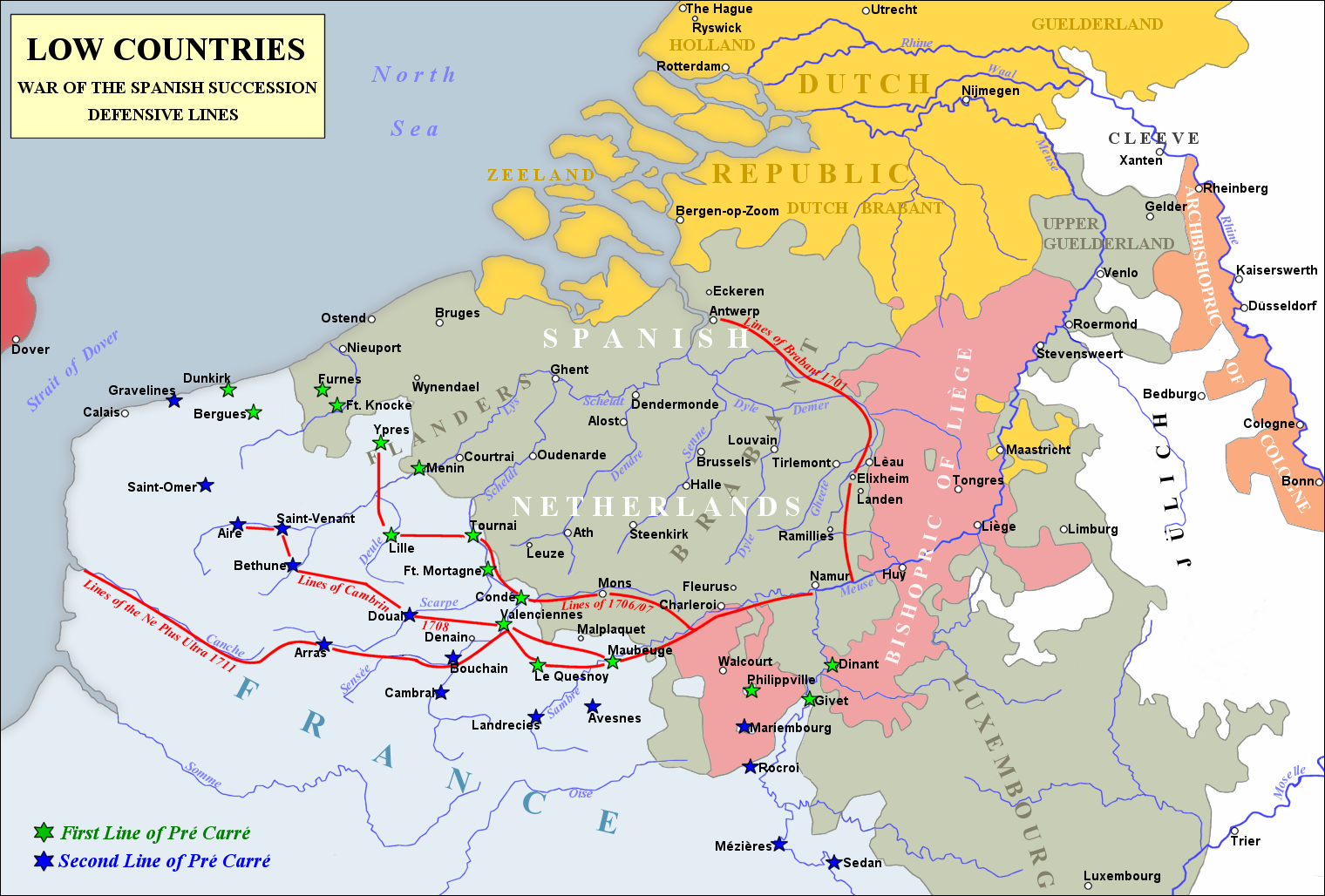
Les places fortes du pré carré de Vauban.

En 1678, la guerre de Hollande prend fin par une victoire française, celle-ci par le traité de Nimègue obtient différentes villes dans les Pays-Bas espagnols en Flandre et Hainaut dont Maubeuge que Vauban intègre dans son Pré carré en première ligne face à la ville de Mons à vingt kilomètres au nord et la forteresse de Charleroi à quarante kilomètres à l'est (également sur la Sambre).

Plan de Maubeuge en 1682 avec le tracé de l'ancienne enceinte.

Maubeuge à l'inverse des autres villes des Pays-Bas espagnols (Valenciennes et Le Quesnoy pour les plus proches) n'a reçu aucune modernisation de son enceinte médiévale pour l'adapter à l'artillerie n'étant pas en première ligne face au royaume de France, mais se retrouvant ville française en première ligne face aux espagnols, Louis XIV charge Vauban de remanier l'enceinte. Les travaux vont se dérouler entre 1679 et 1685, pour ce faire, 8 000 ouvriers sont recrutés parmi les paysans de la région ainsi qu'en Italie. Vauban fait raser l'enceinte médiévale pour la remplacer par un système bastionné. Une partie de la ville est détruite, la nouvelle enceinte étant moins large, Vauban la veut en effet moins exposée que l'enceinte médiévale du fait de l'escarpement du terrain.

### L'organisation de la fortification bastionnée

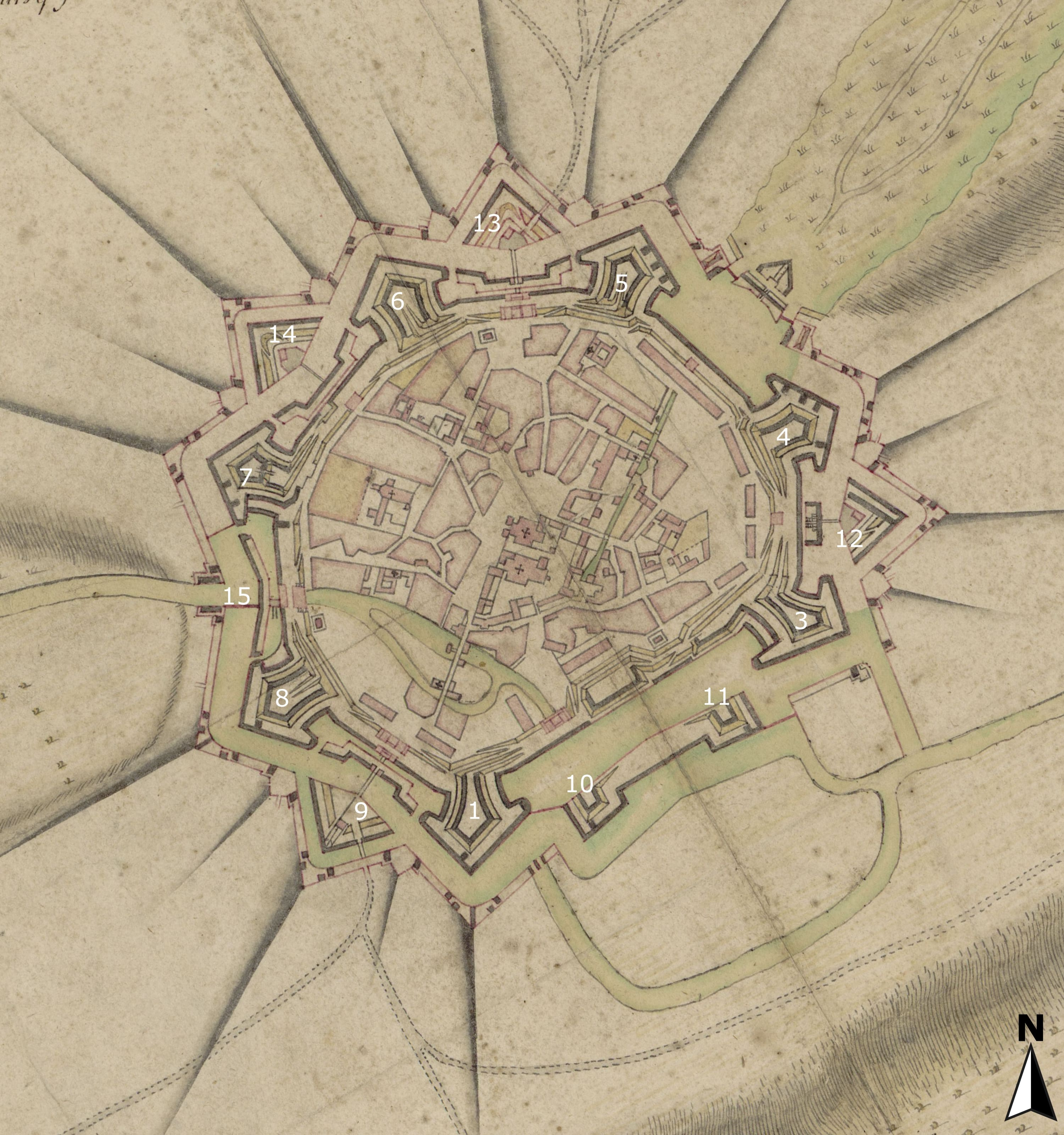
Plan de Maubeuge en 1689.

#### Première ligne
La nouvelle enceinte comporte sept bastions (dans le sens horaire) :
- (5) bastion des Capucins;
- (4) bastion de la Croix;
- (3) bastion de Falize;
- (1) bastion de Sambre;
- (8) bastion d'Avesnes;
- (7) bastion des Jésuites;
- (6) bastion de Bavay.

Les bastions sont à orillons selon le modèle typique du premier système de Vauban et sont également surmontés d'un cavalier. Ceux de Falize et des Jésuites jouxtant la Sambre comportent un flanc à deux niveaux du côté de celle-ci avec une place basse et une place haute probablement pour s'accommoder des différences de niveau du terrain. Les bastions comportent pour certains des poternes dans le flanc de l'orillon selon une disposition traditionnellement employée en fortification bastionnée.
L'enceinte est percée de deux portes l'une au nord, la porte de Mons, et l'autre au sud-ouest, la porte d'Avesnes.

#### Ouvrages extérieurs et glacis
Trois des courtines (5-6, 6-7 et 1-8) comportent des tenailles brisées, la tenaille 15 protégeant la courtine 7-8 et la porte d'entrée des eaux de la Sambre dans la ville est simple et comporte une écluse. La sortie des eaux de la ville dans la courtine 1-3 est protégée par un ouvrage similaire (10-11) aux tenailles mais placé en avant.
Certaines des courtines sont également protégées par des demi-lunes :
- (13) demi-lune de Mons, protégeant la porte du même nom;
- (12) demi-lune de la Croix protégeant la courtine 3-4;
- (9) demi-lune d'Avesnes, protégeant la porte du même nom;
- (14) demi-lune de Bavay, protégeant la courtine 6-7.

Certaines de ces demi-lunes (12, 13 et 14) sont dotées d'un réduit séparé du reste de la demi-lune par un fossé (sec ou en eau selon les cas), doté d'un corps de garde et dont le mur n'est pas remparé mais constitué que d'un simple mur percé d'embrasures.
Certaines des demi-lunes sont reliées à l'enceinte principale par des caponnières disposées en fond de fossé pour permettre la sortie des défenseurs par des poternes disposées dans la courtine ou dans le flancs de l'orillon des bastions et dans la tenaille comme c'est le cas à la porte de Mons.

La ligne extérieure consiste en un glacis englobant la place, des traverses composées d'un parapet et d'une banquette sont disposées en travers des chemins couverts aux saillants et rentrants pour protéger les défenseurs du tir en enfilade et constituer un retranchement.

#### Hydrographie
La ville est traversée d'ouest en est par la Sambre qui y pénètre par la courtine 7-8 dont la tenaille est dotée d'une écluse et en ressort à l'est par la courtine 1-3 en contournant l'ouvrage extérieur 10-11. La zone au zone au sud de la Sambre est inondable en cas de besoin étant dans la partie la plus basse de l'enceinte.
La ville est également traversée par le ruisseau de la Pisselotte qui venant du nord-est entre dans la ville par la courtine 4-5 entre les bastions de la Croix et des Capucins puis traverse la ville pour se jeter dans la Sambre. Son débit est contrôlé avant l'entrée dans la ville en amont par un pont-écluse devant la courtine 4-5 protégé par une lunette de la Pisselotte aussi appelée redoute du marais des Capucins qui peut également servir à inonder l'avant de la courtine, la zone étant naturellement marécageuse.

## LeXVIIIesiècle

Plan de Maubeuge en 1780.

Pendant la guerre de Succession d'Espagne (1701-1713), la ville est directement menacée : la bataille de Malplaquet (1709) se déroule à moins de 8 km. La décision est prise de compléter l'enceinte par un vaste camp retranché de 55 hectares. Deux lunettes entourées d'un glacis sont ajoutées devant les bastions de la Croix et des Jésuites. Une manufacture d'armes est ouverte en 1701.

## LeXIXesiècle
En 1836, la lunette de l'Étang (de la Pisselotte) est agrandie en englobant l'ancienne tenaille de Étang, la porte d'eau sise sur la tenaille est désaffectée et le cours de la Pisselotte est dévié en longeant les faces de la demi-lune pour passer ensuite à travers les deux batardeaux flanquant l'ancienne tenaille.

## Aujourd'hui
Les fortifications sur la rive gauche de la Sambre sont en grande partie préservées dont les bastions des Jésuites, de Bavay, des Capucins, de la Croix et de Falize et la porte de Mons à l'exception des deux lunettes ajoutées au XVIIIe siècle. L'office de tourisme de la ville est installé dans le pavillon de la porte de Mons, le corps de garde sur la demi-lune est occupé par le Musée du corps de garde de l'association Renaissance Vauban. Différentes campagnes de rénovation de l'enceinte particulièrement sur le front de Mons sont menées au cours des années 2000 permettant notamment de restaurer le réduit de la demi-lune de Mons dans son état d'origine,.
Les bâtiments et fortifications de la Porte de Mons ont été classés au titre des monuments historiques par arrêté du 17 janvier 1924 ; Le reste des fortifications est classé par arrêté du 21 octobre 1947.